# Komemijut
Komemijut (hebrejsky קוֹמְמִיּוּת, v oficiálním přepisu do angličtiny Qomemiyyut, přepisováno též Komemiyut) je vesnice typu mošav v Izraeli, v Jižním distriktu, v Oblastní radě Šafir.

## Geografie
Leží v nadmořské výšce 76 metrů v pobřežní nížině, v regionu Šefela. Západně od osady protéká vodní tok Lachiš, do kterého tu zprava ústí vádí Nachal Komem.
Obec se nachází 14 kilometrů od břehu Středozemního moře, cca 46 kilometrů jižně od centra Tel Avivu, cca 49 kilometrů jihozápadně od historického jádra Jeruzalému a 7 kilometrů jižně od města Kirjat Mal'achi. Komemijut obývají Židé, přičemž osídlení v tomto regionu je etnicky převážně židovské.
Komemijut je na dopravní síť napojen pomocí lokální silnice číslo 3533, která pak dál na východ od vesnice ústí do dálnice číslo 40.

## Dějiny
Komemijut byl založen v roce 1950. Novověké židovské osidlování tohoto regionu začalo po válce za nezávislost tedy po roce 1948, kdy oblast ovládla izraelská armáda.
Zakladatelem mošavu byli ultraortodoxní Židé chasidského směru. Místní ekonomika je založena na zemědělství (rostlinná výroba, chov drůbeže a dobytka, produkce macesů). Obec prochází stavební expanzí (60 nových bytových jednotek). Pojmenována je podle biblického citátu z Knihy Leviticus 26,13: „Já jsem Hospodin, váš Bůh, já jsem vás vyvedl z egyptské země, abyste tam nebyli otroky. Rozlámal jsem břevna vašeho jha, abyste mohli chodit zpříma“
V květnu roku 1962 byl zatčen Binjamin Mendelson, rabín z vesnice Komemijut. Byl podezřelý z toho, že pomáhal při únosu Joseleho Schumachera - chlapce, který se stal předmětem ostré kontroverze mezi ultraortodoxními a sekulárními Izraelci.

## Demografie
Podle údajů z roku 2014 tvořili naprostou většinu obyvatel v Komemijut Židé (včetně statistické kategorie "ostatní", která zahrnuje nearabské obyvatele židovského původu ale bez formální příslušnosti k židovskému náboženství).
Jde o menší obec vesnického typu s dlouhodobě klesající populací. K 31. prosinci 2014 zde žilo 511 lidí. Během roku 2014 populace stoupla o 22,2 %.
| Rok            | 1961 | 1972 | 1983 | 1995 | 2001 | 2003 | 2004 | 2005 | 2006 | 2007 | 2008 | 2009 | 2010 | 2011 | 2012 | 2013 | 2014 |
| -------------- | ---- | ---- | ---- | ---- | ---- | ---- | ---- | ---- | ---- | ---- | ---- | ---- | ---- | ---- | ---- | ---- | ---- |
| Počet obyvatel | 421  | 359  | 322  | 198  | 233  | 250  | 246  | 257  | 248  | 240  | 238  | 374  | 396  | 398  | 418  | 418  | 511  |